# Coz Coz
Coz Coz es un caserío de la comuna de Panguipulli, ubicada al noreste de la ciudad de Panguipulli, en la margen norte del Lago Panguipulli.
Aquí se encuentra la Escuela Rural Coz Coz.

## Historia
Uno de los hechos más relevantes de la historia de Panguipulli tuvo lugar en el valle de Coz Coz el 18 de enero de 1907 con la celebración de uno de los últimos Parlamentos del pueblo mapuche y el gobierno de Chile, fue el llamado Parmalento de Coz Coz. Esta reunión se realizó tras el conflicto entre el hacendado Joaquín Mera que habría quitado las tierras a Nieves Aimñanco, una mujer mapuche después de haberla matado, según relató el Cacique de la Reducción de Coz Coz, Manuel Curipán-Treulén el cual fue ampliamente cubierto por el corresponsal del Diario Ilustrado de Valdivia Aurelio Díaz Meza y el corresponsal del diario el Correo de Valdivia y de medios extranjeros Oluf Erlandsen Gonzalez.

## Accesibilidad y transporte
Coz Coz se encuentra a 7,8 km de la ciudad de Panguipulli a través de la Ruta 203.